# Megachile hemirhodura
Megachile hemirhodura är en biart som beskrevs av Cockerell 1937. Megachile hemirhodura ingår i släktet tapetserarbin, och familjen buksamlarbin. Inga underarter finns listade i Catalogue of Life.